# First You Close Your Eyes
First You Close Your Eyes er en dansk dokumentarfilm fra 2012 instrueret af Lars Kjær Dideriksen efter eget manuskript.

## Handling
Den danske sangerinde, Esther Maria rejser til New York med hendes musikpartner, Torsten Stistrup Cubel. De skal optage album med den amerikanske producer, Kramer på kun fem dage - kun ved hjælp af én computer og én mikrofon.
I filmen hører vi Esther Marias tanker omkring hendes sange og hvordan hun prøver rammer den rigtige stemning for projektet. Kramer deler hans tanker og filosofi for den kreative del af projektet og hvordan han oplever det at arbejde sammen med hende. Vi følger de tre kreative sjæle samtidig med, at Esther Marias debut album The Abyss begynder at tage form i en lille lejlighed i Tribeca. Selve musikken og det urbane landskab spiller deres helt egen rolle ved siden af de tre musikere.